# 宁哈根 (下萨克森州)
宁哈根是德国下萨克森州的一个市镇。总面积17.57平方公里，总人口6386人，其中男性3113人，女性3273人（2011年12月31日），人口密度363人/平方公里。